# روني ماثيوز
روني ماثيوز (بالإنجليزية: Ronnie Mathews)‏ هو عازف جاز وعازف بيانو أمريكي، ولد في 2 ديسمبر 1935 في نيويورك في الولايات المتحدة، وتوفي بنفس المكان في 28 يونيو 2008.

## وصلات خارجية
- روني ماثيوز على موقع ميوزك برينز (الإنجليزية)
- روني ماثيوز على موقع أول ميوزيك (الإنجليزية)
- روني ماثيوز على موقع ديسكوغز (الإنجليزية)